# Bryotropha tachyptilella
Bryotropha tachyptilella — вид лускокрилих комах з родини виїмчастокрилі молі (Gelechiidae). Трапляється в Словаччині, Угорщині, Румунії, Болгарії, Греції, Туреччині та Україні.

## Опис
Розмах крил 14-15 мм.

## Спосіб життя
Дорослі особини були зареєстровані на крилі з травня по липень і на початку вересня.